# Omega Minor
Omega Minor is een roman uit 2004 van Paul Verhaeghen.
Het is een epische, encyclopedische roman over de gevolgen van verraad in de Tweede Wereldoorlog. Voor deze roman kreeg Verhaeghen de driejaarlijkse Prijs van de Vlaamse Gemeenschap voor Proza, de F. Bordewijkprijs, beide in 2005, en in 2006 de Prijs voor Letterkunde van de Vlaamse Provincies. Het boek werd tevens genomineerd voor de Gouden Uil. De auteur won in 2008 met de door hem zelf in het Engels vertaalde versie van deze roman The Independent Foreign Fiction Prize.
Uit protest tegen de Amerikaanse inmenging in Irak en de volgens Verhaeghen daarop volgende martelpraktijken verzocht de schrijver het aan de prijzen en nominatie verbonden geld over te maken aan de Amerikaanse burgerrechtenbeweging American Civil Liberties Union. Op die manier zou niet een deel van het geld via de belastingen bij de volgens Verhaeghen 'protofascistische' regering-Bush belanden.
Berlijn, 1995. Paul Andermans, een jonge Vlaamse wetenschapper, wordt in de metro door neonazi's in elkaar geslagen. In het ziekenhuis ontmoet hij Jozef de Heer, een oudere heer van Nederlands-joodse afkomst, die hem een volledige autobiografie dicteert: de jaren dertig in Duitsland, zijn verzet, Auschwitz, zijn leven in de DDR. Een andere verhaallijn gaat over Goldfarb, een Duitse wetenschapper die meewerkte aan de Amerikaanse atoombom. De verhalen worden op tijd en stond gesmeerd met een flinke portie seks. Naar het einde gaat het over in sciencefiction met de ontploffing van een nieuwsoortige atoombom in Berlijn.